# Karl Schlör von Westhofen-Dirmstein

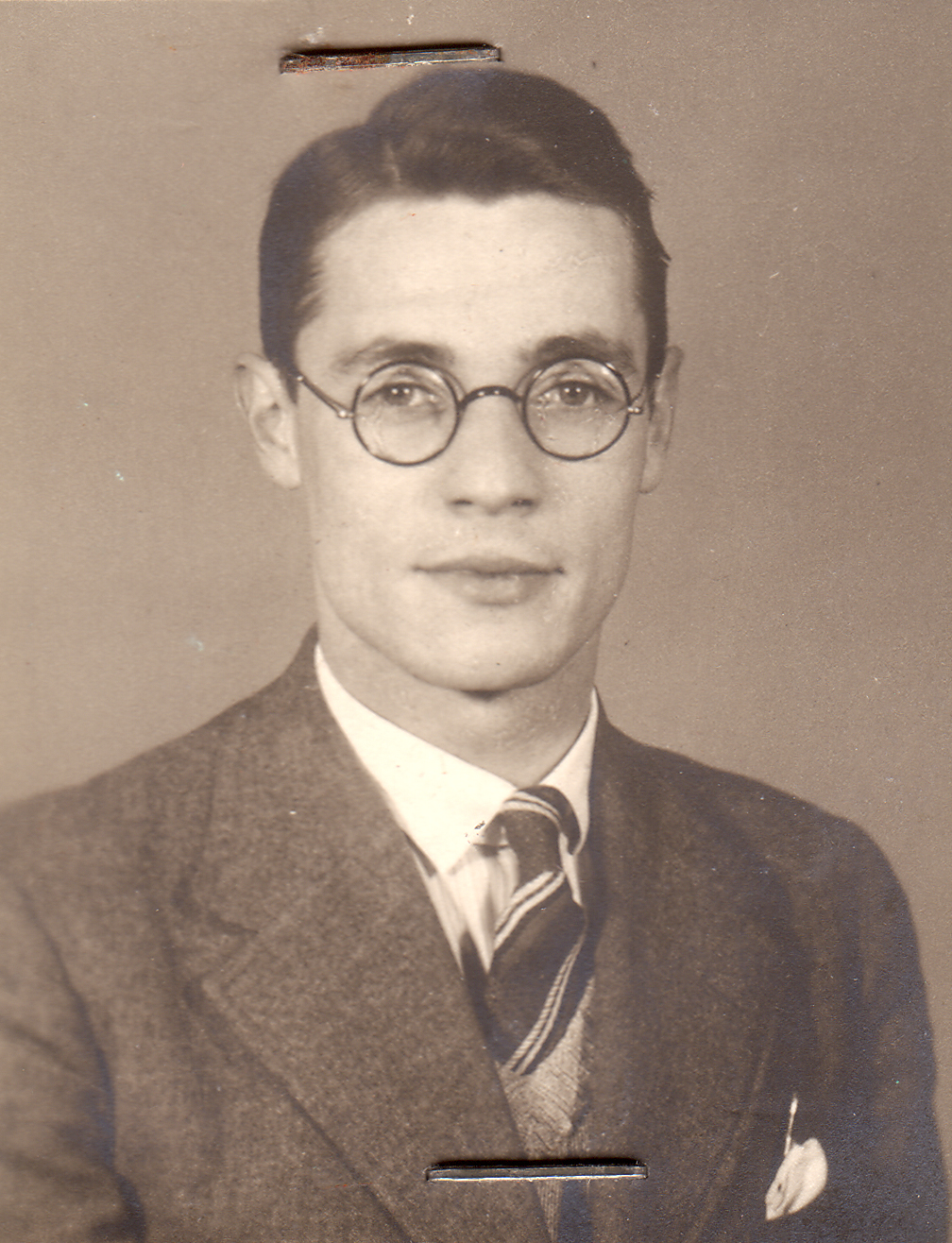
Karl Schlör von Westhofen-Dirmstein im Jahr 1939

Karl Schlör von Westhofen-Dirmstein (auch Westhoffen-Dirmstein, bis 1945 Karl Schlör; * 27. Mai 1910 in Schweinfurt; † 1997) war ein deutscher Ingenieur und Erfinder des nach ihm benannten Schlörwagens.

## Leben und Wirken
Karl Schlör von Westhofen-Dirmstein entstammte einem pfälzischen Adelsgeschlecht, das im 12. Jahrhundert erstmals erwähnt wurde. Im 16. Jahrhundert wanderte die Familie aufgrund ihres Konfessionswechsels zum Luthertum nach Franken aus. Zu den Verwandten des Ingenieurs gehören Gustav von Schlör, der sich insbesondere als Erbauer der bayerischen Ostbahnen einen Namen machte, sowie der Würzburger Bischof Ferdinand Schlör. Der Großvater Ignaz Martin Schlör wirkte in Böttigheim bei Würzburg als Weinhändler.
Der Vater Georg Wendelin Schlör (1882–1914) war als Lehrer in Schweinfurt tätig, die Mutter Anna Therese, geborene Reusch, (1888–1951) stammte aus der unterfränkischen Stadt Dettelbach. Den Adelstitel hatte die Familie abgelegt. Nach dem frühen Tod des Vaters zog die Mutter in ihre Heimatstadt Dettelbach zurück. Hier besuchte der junge Karl ab 1916 die Volksschule, später die Oberschule. 1922 kam er auf das Gymnasium in Kitzingen, wobei er ab 1924 in das Internat des Gymnasiums in Münnerstadt wechselte.
Nach dem Abitur nahm Schlör ein Studium an der Technischen Hochschule München auf, das er als Diplom-Ingenieur abschloss. 1935 wurde er Mitarbeiter des Maschinenherstellers Krauss-Maffei am Standort München, wechselte aber schon im folgenden Jahr an die Aerodynamische Versuchsanstalt nach Göttingen. Hier entwickelte Schlör den nach ihm benannten Schlörwagen, eine stromlinienförmige Limousine mit extrem windschlüpfiger Karosserie. 
Während des Zweiten Weltkriegs war Schlör an verschiedenen Standorten eingesetzt. Er plante und entwickelte Schiffskörper und Antriebe für U-Boote. Hierzu arbeitete Schlör in Norwegen, Finnland und dem Baltikum. In dieser Zeit meldete er mehrere Patente an; so konstruierte er in Riga einen Schlitten mit Propellerantrieb, der von der Wehrmacht genutzt wurde. 
Im letzten Kriegsjahr kehrte Schlör nach Göttingen zurück. Hier wurde er von der Gestapo verhaftet; man warf ihm vor, jüdische Flüchtlinge aus Riga bei sich aufgenommen zu haben. Schlör wurde bis zur Verhandlung vor dem Volksgerichtshof in Potsdam inhaftiert. Zur Verhandlung kam es jedoch infolge des Kriegsendes nicht mehr; die Haftanstalt wurde am 30. April 1945 von der Roten Armee befreit. Während seiner Haftzeit entschied sich Schlör, den Adelstitel seiner Familie wieder zu führen. Nach dem Zweiten Weltkrieg zog Schlör wieder in seine fränkische Heimat. Er bewohnte zeitweise das Schloss der Herren von Bechtolsheim genannt Mauchenheim in Mainsondheim, mit deren Familie ihn eine Freundschaft verband.
Karl Schlör von Westhofen-Dirmstein engagierte sich auch politisch. So gründete er in Dettelbach und Kitzingen die CSU mit und stand dem Landkreis Kitzingen als erster Kreisvorsitzender vor. Ab 1946 war er Mitarbeiter der bayerischen Staatsregierung und hier für die Kontingentierung von Treibstoff und Reifen in den Mangeljahren nach dem Krieg zuständig. Von 1951 bis 1953 arbeitete er neuerlich für Krauss-Maffei in München. Während dieser Zeit promovierte Schlör an der TH München zum Dr. Ing.
In den folgenden Jahren war Schlör als freiberuflicher Ingenieur tätig und nahm insbesondere die Forschung an Propellern und Windturbinen zur Stromgewinnung wieder auf. Ebenso arbeitete er an der Entwicklung einer Heißluftturbine für die Nutzung von Biogas. Den Ruhestand verbrachte er bis zu seinem Tod 1997 in Waldbronn im Schwarzwald.